# Réserve naturelle du marais de Fucecchio
la Réserve naturelle du marais de Fucecchio (en italien : Riserva naturale Padule di Fucecchio) est une réserve naturelle située à l'intérieur du marais de Fucecchio  en Toscane,.

## Faune
Sur le territoire se trouve une grande colonie d'ardéides, la plus importante du centre-nord de l'Italie (environ 800 couples). Parmi les ardéides nicheuses, on trouve le héron cendré, le héron garde-bœufs, le bihoreau gris et le crabier chevelu. La nidification de l'ibis falcinelle a également eu lieu pour la première fois en 1999. Des foulques, des anatidés et des grues (en hiver) sont également présents.

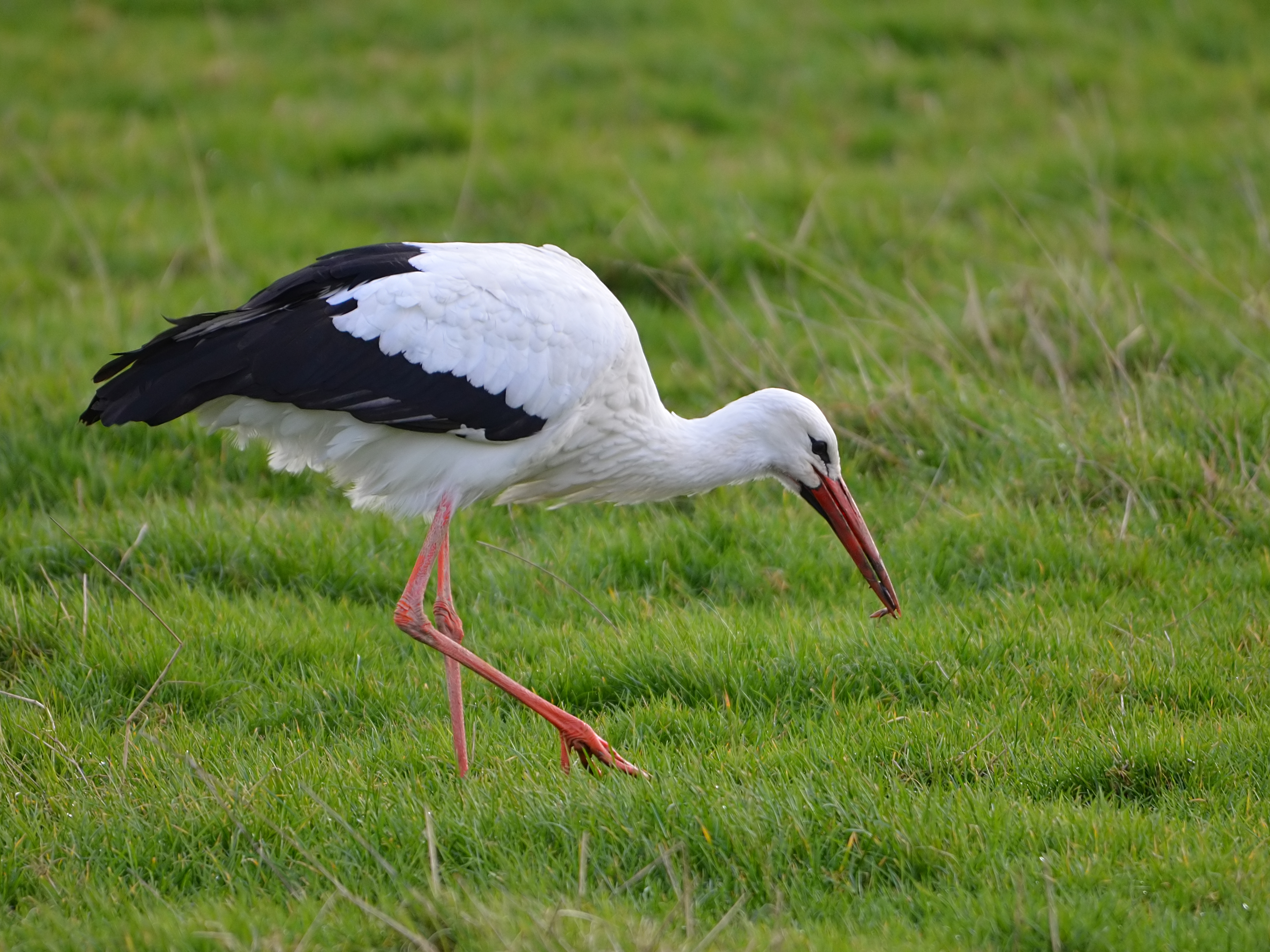
Une cigogne.

Au printemps 2005, un couple de cigogne blanche a niché pour la première fois sur un treillis, dans une zone située en bordure des marais de Fucecchio. Un événement de ce genre ne s'est pas produit en Toscane depuis trois siècles et depuis lors, le spectacle se répète chaque printemps sous le contrôle constant des savants de la Réserve Naturelle des Marais de Fucecchio et sous l'œil curieux de milliers de visiteurs venus assister.
Parmi les mammifères, il y a le rat des moissons. De nombreuses espèces de coléoptères sont également présentes.

## Flore
Il existe certaines plantes de climat chaud et humide comme la morène et l'osmonde royale, certaines espèces de sphaignes (du climat froid), les grands carex, les nymphoïdes, l'utriculaire et la salvinia ou « herbe à poisson ». Le roseau commun et l'iris desmarais sont également présents en grande quantité.